# ウェポン・アルファ
ウェポン・アルファ（Weapon Alpha）は、アメリカ合衆国が開発した対潜ロケット発射機。

## 概要
第二次世界大戦中、連合国は従来の爆雷に加えて、対潜前投兵器としてヘッジホッグやスキッドなどの対潜臼砲を運用して、大きな成果を上げていた。しかし、ドイツ海軍が開発したUボートXXI型など水中高速型の潜水艦に対しては、従来のソナーおよび対潜兵器では十分な有用性を確保できないことが判明しており、より強力なソナーと対潜火力が必要とされていた。
この要請から、アメリカ海軍チャイナ・レイク海軍兵器試験所は、1944年より次世代の対潜火力の開発を開始していた。これはロケット推進によって射程を延伸した対潜前投兵器で、当初、250ポンドの弾頭を有するモデルAと、50ポンドの弾頭を有するモデルBの2種類が開発されていたが、モデルBは、高速化した潜水艦を撃破するには威力不足であると判断されたことから中止され、モデルAのみが1951年に就役した。なおこの兵器は、当初はイギリス軍式フォネティック・コードからウェポン・エイブルと呼ばれていたが、まもなくNATOフォネティックコードにちなんでウェポン・アルファと呼ばれるようになった。また対潜ロケット弾は、1963年、RUR-4Aの制式番号を与えられた。磁気信管を用いており、そのため、弾体は一部プラスチックを用いている。前半部が太く、後半分がくびれた形状であり、後端にシュラウド形状の安定板が付く。非誘導兵器であり、固体ロケット推進により空中を飛翔し、海中に落下後、目標潜水艦近傍にて炸裂する。
ランチャーのMk.108発射機は、当初ボフォース 40mm機関砲の連装砲架を流用したもの（重量 10,324kg）より開発していたが、のちに専用設計のもの（重量 11,450kg）が開発された。丸みを帯びた砲塔上の形状をしており、単装の発射筒が伸びている。発射筒先端には、発射炎除けの覆いがあり、発射機後上方にも発射炎の煙路が設けられている。Mk.108は諸元入力の後、旋回・仰角は油圧により全自動で動作する。旋回は毎秒30度、仰角は90度まで可能であり、毎秒85度である。発射機下部にリング状のマガジンがあり、縦向きに22発が用意されている。発射筒を垂直にし装填を行い、5秒ごとに1発を発射できる。
アメリカ海軍では、短魚雷を投射するRUR-5 アスロック対潜ミサイルに代替されて、1969年までに運用を終了した。海上自衛隊もアメリカから供与を受けてあきづき型護衛艦 (初代)より運用を開始した。しかし、不発率が高く不評であり、艦によっては就役以来まともに発射できた記録がなかったとされている。このことから、1979年までにM/50 375mm対潜ロケット発射機（71式ボフォース・ロケット・ランチャー）に換装している。

## 弾体諸元表
|      | RUR-4A Mk.1 | RUR-4A Mk.2 |
| ---- | ----------- | ----------- |
| 全長 | 2.60 m      | 2.60 m      |
| 直径 | 0.32 m      | 0.32 m      |
| 重量 | 238 kg      | 238 kg      |
| 速度 | 85 m/s      | 85 m/s      |
| 射程 | 270 - 695 m | 230 - 890 m |

## 搭載艦
アメリカ海軍
- 嚮導艦「ノーフォーク（DL-1）」
- ミッチャー級駆逐艦
- フレッチャー級駆逐艦
- カーペンター級駆逐艦（FRAM改修時に撤去）
- ディーレイ級護衛駆逐艦

 海上自衛隊
- 護衛艦「ありあけ（DD-183）」
- いすず型護衛艦
- 初代あきづき型護衛艦